# Установка підготовки Кречба
Установка підготовки Кречба — інфраструктурний об'єкт в Алжирі, де здійснюється підготовка продукції групи газових родовищ Ін-Салах.
У 2004 році почався видобуток на трьох північних родовищах проєкту Ін-Салах — Кречба, Рег та Тегуентур. Їхня продукція містить великі обсяги діоксиду вуглецю (5—10 %), а також має підвищений вміст сірководню, тому повинна первісно проходити спеціальну підготовку для приведення цих показників до стандартів газотранспортної системи. Відповідну установку підготовки розмістили на найпівнічнішому родовищі Кречба, доставку до якого продукції інших родовищ організували за допомогою відповідної трубопровідної системи (її довжина істотно зросла в 2016-му із запуском в роботу чотирьох південних родовищ проєкту Ін-Салах). Установка має дві технологічні лінії та забезпечує потреби проєкту з рівнем видобутку 9 млрд м3 на рік.
З метою зменшення викидів діоксиду вуглецю в атмосферу на Кречбі збудували систему закачування цього газу під землю. Вилучений газ під тиском у 18 МПа спрямовували до трьох свердловин, які на глибині 1,95 км мали горизонтальні ділянки довжиною 1,8 км у водоносному пласті товщиною 20 метрів, поверх якого є водонепроникна покрівля завтовшки 900 метрів. Проєктна потужність закачування становила 1 млн тон діоксиду вуглецю на рік. Втім, до 2011-го закачали лише 3,8 млн тонн, після чого закачування взагалі припинили з огляду на відзначені деформації поверхні.
Видача товарного газу відбувається по трубопроводу Кречба – Хассі-Р'Мель.